# Guteneck
Guteneck è un comune tedesco di 881 abitanti, situato nel land della Baviera.